# Diocesi di Lamfua
La diocesi di Lamfua (in latino: Dioecesis Lamphuensis) è una sede soppressa e sede titolare della Chiesa cattolica.

## Storia
Lamfua, identificabile con le rovine di Aïn-Phoua nei pressi di Cirta in Algeria, è un'antica sede episcopale della provincia romana di Numidia.
Sono quattro i vescovi documentati di questa diocesi africana. Alla conferenza di Cartagine del 411, che vide riuniti assieme i vescovi cattolici e donatisti dell'Africa romana, prese parte il cattolico Safargio, mentre il donatista Carterio, a causa di malattia, non poté presentarsi.
Il nome del vescovo Massimo si trova all'87º posto nella lista dei vescovi della Numidia convocati a Cartagine dal re vandalo Unerico nel 484; Massimo era già deceduto all'epoca della redazione di questa lista.
Infine il vescovo Ponzio sottoscrisse al 17º posto gli atti della prima seduta (5 febbraio) del concilio riunito a Cartagine nel 525 dal primate Bonifacio con il permesso del re vandalo Ilderico.
Dal 1933 Lamfua è annoverata tra le sedi vescovili titolari della Chiesa cattolica; dal 20 dicembre 2024 il vescovo titolare è Lawrence John Sullivan, vescovo ausiliare di Chicago.

## Cronotassi

### Vescovi residenti
- Safargio † (menzionato nel 411)
  - Carterio † (menzionato nel 411) (vescovo donatista)
- Massimo † (menzionato nel 484)
- Ponzio † (menzionato nel 525)

### Vescovi titolari
- Luigi Cicuttini † (7 settembre 1966 - 5 gennaio 1971 dimesso)
- Philip Francis Smith, O.M.I. † (26 giugno 1972 - 11 aprile 1979 nominato vescovo coadiutore di Cotabato)
- Sofio Guinto Balce † (9 maggio 1980 - 21 maggio 1988 nominato vescovo coadiutore di Cabanatuan)
- Georgi Ivanov Jovčev (6 luglio 1988 - 13 novembre 1995 nominato vescovo di Sofia e Filippopoli)
- Jacson Damasceno Rodrigues, C.SS.R. † (18 dicembre 1996 - 16 marzo 1998 deceduto)
- Philip Huang Chao-ming (27 giugno 1998 - 19 novembre 2001 nominato vescovo di Hwalien)
- Francisco González Valer, S.F. † (28 dicembre 2001 - 4 marzo 2024 deceduto)
- Lawrence John Sullivan, dal 20 dicembre 2024